# Gouania ambrensis
Gouania ambrensis är en brakvedsväxtart som beskrevs av Buerki, Phillipson och Callm.. Gouania ambrensis ingår i släktet Gouania och familjen brakvedsväxter. Inga underarter finns listade i Catalogue of Life.